# Phyllogonium fulgens
Phyllogonium fulgens là một loài Rêu trong họ Phyllogoniaceae. Loài này được (Hedw.) Brid. miêu tả khoa học đầu tiên năm 1827.